# Wiesław Pyda
Wiesław Pyda (ur. 30 marca 1930 w Łodzi, zm. 15 listopada 2006) – polski scenarzysta oraz operator filmowy.

## Zdjęcia
- Kiedy tak pada śnieg
- Beniaminek
- Chłopcy z ulicy Brzozowej
- Dziewczyny do wzięcia
- Egzamin
- Pies
- Padalce
- Noc w wielkim mieście
- Stefania Skwarczyńska - szkic do portretu uczonej

## Scenariusz
- Tomek i pies

## Operator kamery
- Kogel-mogel
- Galimatias, czyli kogel-mogel II